# Laws-Gletscher
Der Laws-Gletscher ist ein konfluierndes Gletschersystem im Süden von Coronation Island im Archipel der Südlichen Orkneyinseln. Er fließt in südlicher Richtung zur Marshall Bay.
Der Falkland Islands Dependencies Survey (FIDS) nahm zwischen 1948 und 1949 Vermessungen vor. Das UK Antarctic Place-Names Committee benannte ihn am 31. März 1955. Namensgeber ist der britische Biologe Richard Maitland Laws (1926–2014), Leiter der FIDS-Station auf Signy Island von 1948 bis 1949, derjenigen auf Südgeorgien im Jahr 1951 und von 1973 bis 1987 Direktor des British Antarctic Survey.